# Pegomya atricolor
Pegomya atricolor este o specie de muște din genul Pegomya, familia Anthomyiidae. A fost descrisă pentru prima dată de Fallen în anul 1825.
Este endemică în Sweden. Conform Catalogue of Life specia Pegomya atricolor nu are subspecii cunoscute.